# Парк штата
Парк штата (англ. State park, государственный парк, исп. Parque estatal, порт. Parco Estadual) — термин, используемый в США, Мексике, Бразилии для обозначения природоохранных территорий, находящихся под управлением правительства одного из  штатов. Парки штатов являются природоохранными территориями категории II согласно классификации МСОП. Парки штатов похожи по своему устройству на парки национальные, отличие лишь в том, что они, как правило, заметно меньше размерами, а управляет ими не федеральное правительство, а правительство штата.

## Примеры

### Бразилия
- Педра-Азул